# Варазтироц II Багратуни
Варазтироц II Багратуни (арм.: Վարազ-Տիրոց Բ Բագրատունի ; род. ок. 590 — ум. 645) — армянский нахарар из рода Багратуни, сын Смбата IV Багратуни. Он был марзпаном Армении ок. 628 г., вскоре после этого бежал в Византийскую империю, откуда был сослан на несколько лет в Африку за участие в заговоре против императора Ираклия. По возвращении ок. 645/6 г. он был назначен куропалатом и правящим князем Армении, но умер до официального вступления в должность.

## Биография
Варазтироц был старшим сыном Смбата IV Багратуни.
Вместе со своим братом Гарихпетом он вырос при сасанидском персидском дворе Хосрова II (годы правления 590–628). После поражения восстания Вистама, в котором сыграл важную роль его отец, Варазтироц был назначен королевским виночерпием. В этот момент или после победы Смбата над эфталитами в 608 году он также получил почётное имя Джавитян Хосров («Вечный Хосров»).

### После свержения Хосрова
В 628 году Хосров II был свергнут после заговора, в котором приняли участие несколько аристократических домов, в том числе Варазтироца. В награду новый персидский шах Кавад II назначил Варазтироца марзпаном Армении в качестве аспета.
Однако вскоре он поссорился с персидским наместником соседней Атропатены и бежал со своей семьей к византийскому императору Ираклию, который после окончания Византийско-Сасанидской войны 602–628 годов проживал при его дворе в северной Месопотамии.
По словам армянского летописца Себеоса,
Ираклий приветствовал его с большими почестями, подарил ему ценные дары и «возвысил его выше всех патрициев своего царства».
Однако в 635 или 637 году Варазтироц оказался вовлеченным в заговор нескольких армянских феодалов с целью свергнуть и убить Ираклия и заменить императора его сыном Иоанном Аталарихом. Заговор был раскрыт, и Варазтироц был сослан в Африку; обращение с ним было более милосердным, чем с его сообщниками, поскольку он выступал против убийства императора.
На смертном одре в 641 году Ираклий помиловал Варазтироца и заставил своего преемника Константина III поклясться, что он отзовёт его и его семью из изгнания и восстановит их честь.
В действительности, Варазтироц был помилован только в 645/6 г. Константином III по настоянию Теодора Рштуни.
Варазтироц быстро сбежал из Константинополя в Армению, но после заверений в лояльности Константину затем назначил его наместником Армении с высоким саном куропалата. Однако прежде чем его официально реабилитировали, он тяжело заболел и умер.
Он был похоронен рядом со своим отцом.